# Jan Huygen van Linschoten

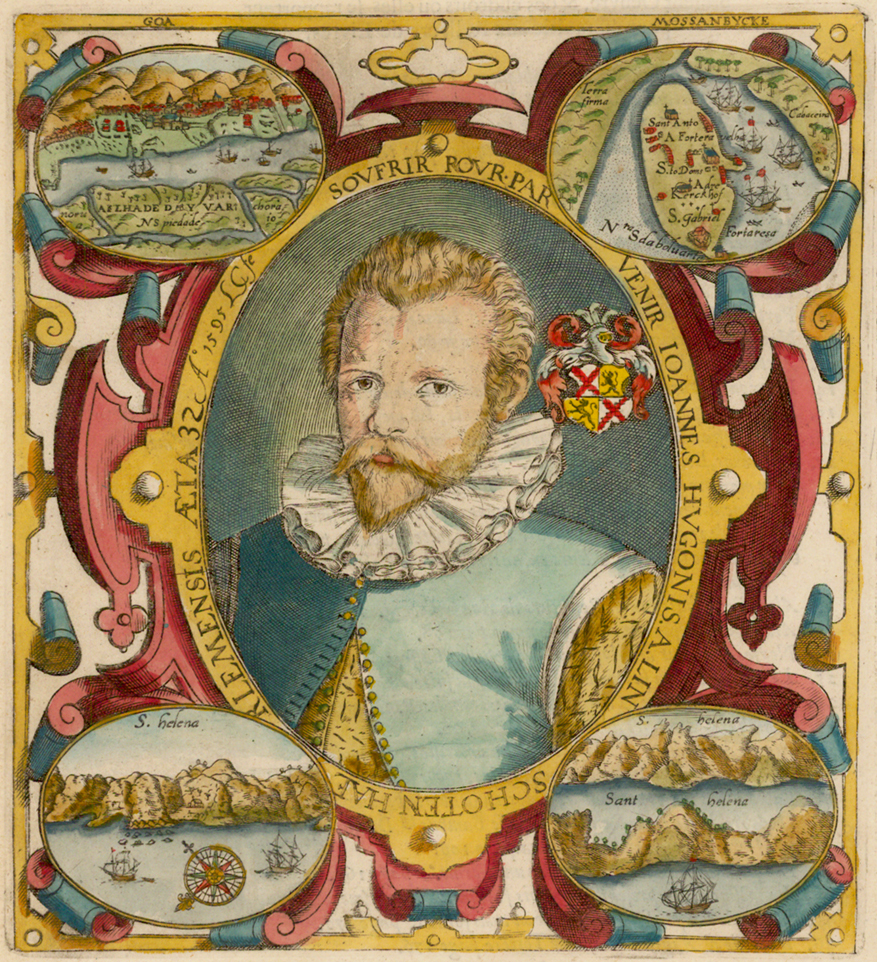
Jan Huygen van Linschoten

Jan Huygen van Linschoten (ur. 1563 w Haarlemie, zm. 8 lutego 1611 w Enkhuizen) – holenderski kupiec, żeglarz i odkrywca. W 1583 r. pożeglował dookoła Przylądka Dobrej Nadziei do portugalskiej kolonii Goa w Indiach. W latach 1594–1595 brał udział w dwóch wyprawach Willema Barentsa do Arktyki, przekonany o istnieniu krótszej drogi do Indii na północy.
Zasłynął ze skopiowania i opublikowania tajnych portolanów (map żeglarskich) Portugalczyków, co umożliwiło Holendrom i Anglikom żeglugę do Indii Wschodnich. Napisał dwa przewodniki żeglugi morskiej, w których oprócz map zawarł informacje o trasie morskiej do Indii wokół Przylądka Dobrej Nadziei oraz o warunkach żeglugi na Oceanie Indyjskim, opisując szczegółowo przebieg prądów morskich, rozmieszczenie głębin i mielizn, układy wiatrów, pory monsunów, itd. Dzięki temu Holenderska Kompania Wschodnioindyjska (hol. Vereenigde Oostindische Compagnie (VOC)) oraz Brytyjska Kompania Wschodnioindyjska (ang. British East India Company) przełamały ówczesny monopol Portugalii w handlu z Indiami Wschodnimi.

## Dzieciństwo i lata młodzieńcze

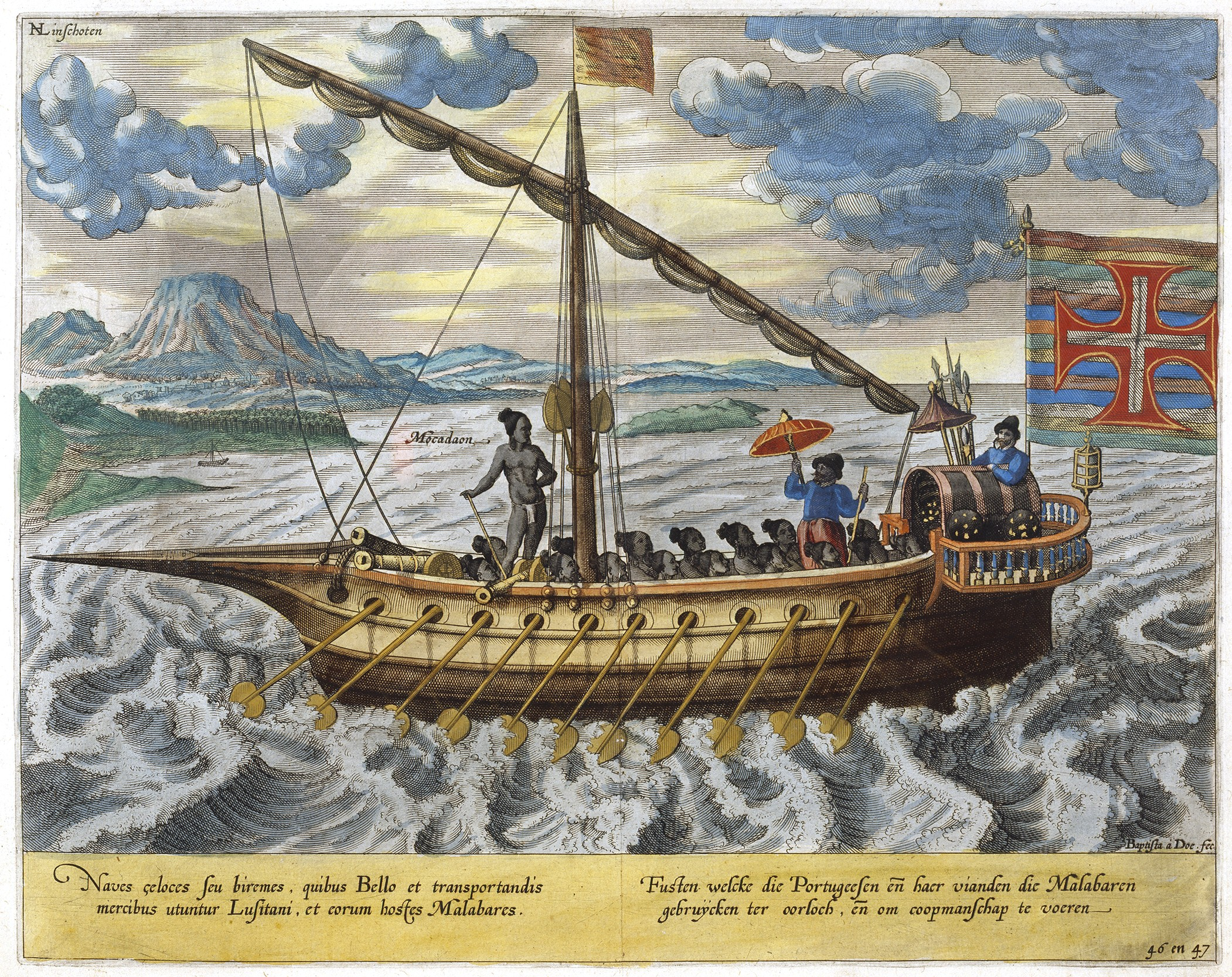
Portugalska fusta, ilustracja z publikacji Itinerario

Jan Linschoten urodził się w Haarlemie w rodzinie notariusza. Kiedy Jan był jeszcze dzieckiem, Linschotenowie przeprowadzili się do miejscowości Enkhuizen.
W grudniu 1576 Linschoten wyjechał do swojego brata do Sewilli w Hiszpanii, by zdobyć tam zawód kupca. Sześć lat później znalazł posadę u kupca z Lizbony. Załamanie handlu zmusiło go do poszukiwania innych możliwości zarobku. Z pomocą przyszedł mu brat Willem, który dobrze znał nowo mianowanego arcybiskupa portugalskiej kolonii Goa, dominikanina Vicente de Fonesca. Nowy arcybiskup mianował Linschotena swoim sekretarzem. Linschoten wyruszył do Goa 3 kwietnia 1583. Pięciomiesięczna podróż wiodła przez Maderę, Gwineę, Przylądek Dobrej Nadziei, Madagaskar i Mozambik.

## Goa

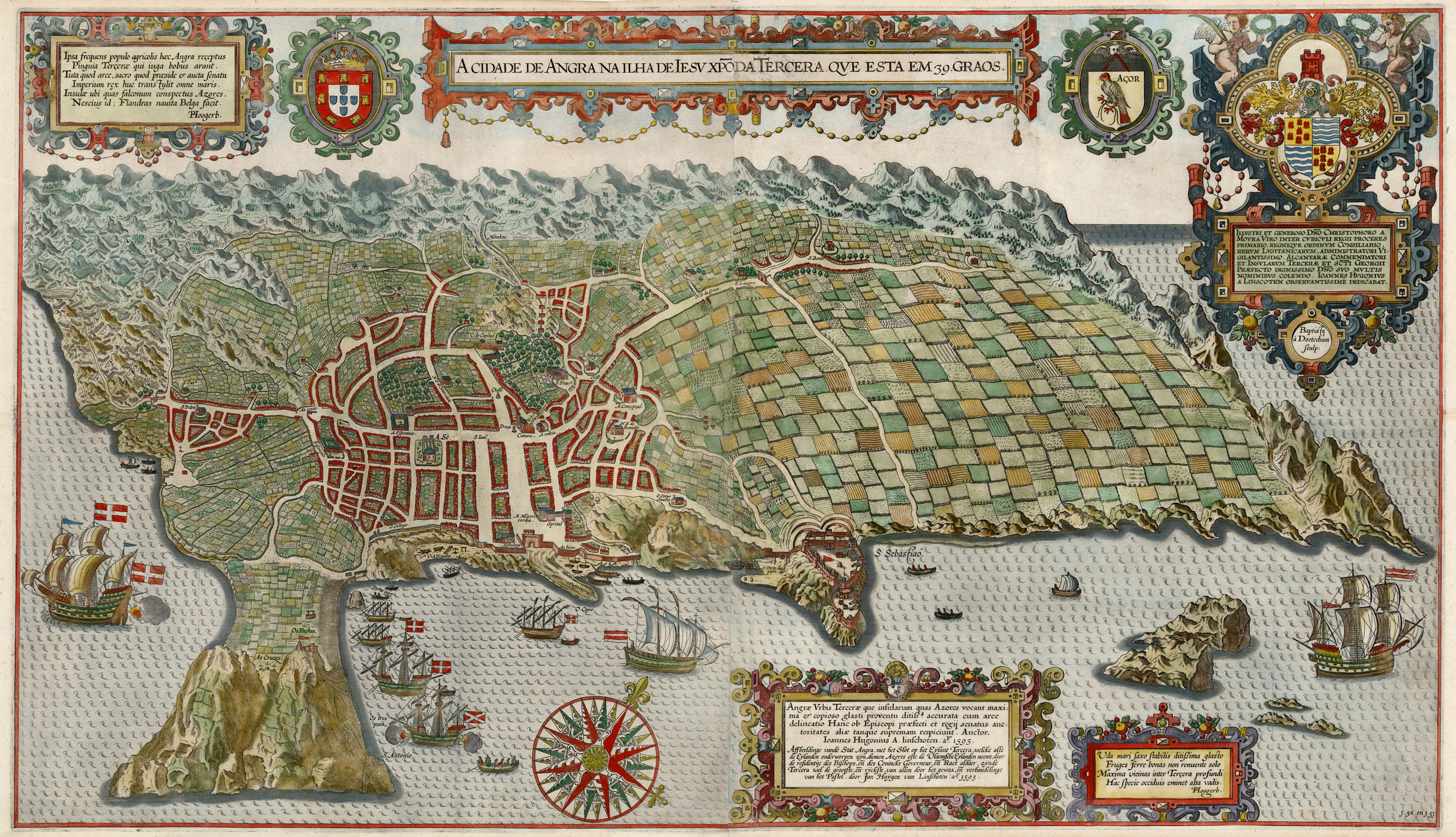
Wyspa Terceiro (Azory) ilustracja z publikacji Itinerario

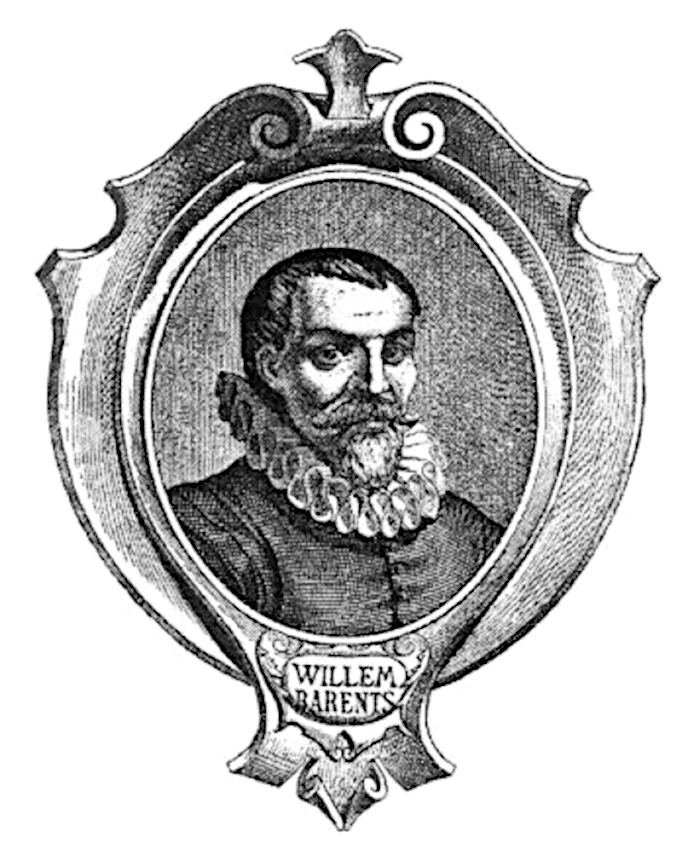
Willem Barents

Z racji zajmowanego stanowiska, Linschoten miał dostęp do wielu tajnych informacji, również do pilnie strzeżonych map – portolanów. Nadużywając swojej pozycji, Linschoten skopiował dostępne mu materiały.
W 1587 zmarł jego protektor, arcybiskupa Goa, w drodze do Lizbony. Linschoten zdecydował zakończyć swój pobyt w kolonii. W styczniu 1589 wyruszył do Europy, zatrzymując się w drodze powrotnej w portugalskim porcie na Wyspie Św. Heleny. 
Podróż Linschotena została przerwana przez atak angielskich piratów. Jego statek zgubił ładunek w czasie burzy u wybrzeży Azorów. Linschoten spędził dwa lata na wyspie Terceirze. Do Lizbony dotarł w 1592, skąd udał się do rodzinnego domu w Enkhuizen.

## Przejście Północno-Wschodnie
Linschoten był przekonany o istnieniu krótszej drogi do Indii na północy, tzw. przejścia północno-wschodniego, którego poszukiwał razem z Willemem Barentsem. W 1594 r. wyruszył na wspólną wyprawę do Arktyki. W 1595 r. dotarł wraz z Barentsem do Nowej Ziemi. Obydwie ekspedycje zakończyły się fiaskiem. Relacja z wypraw ukazała się w 1601.

## Publikacje
Z pomocą amsterdamskiego wydawcy Cornelisa Claesza, specjalizującego się w publikacjach geograficznych, marynistycznych i podróżniczych, Jan Linschoten spisał w 1595 wspomnienia ze swoich podróży do Indii (hol. Reys-gheshift vande navigatien der Portugaloysers in Orienten). Dzieło to zawierało nie tylko wiele wskazówek jak żeglować pomiędzy Portugalią a koloniami w Indiach Wschodnich, ale także jaką trasę obrać pomiędzy Indiami, Chinami i Japonią.
Jan Linschoten był autorem dwóch kolejnych książek. W 1596 ukazał się „Zapis podróży żeglarza Jana Huyghena van Linschotena do portugalskich Indii Wschodnich” (hol. Itinerario: Voyage ofte schipvaert van Jan Huyghen van Linschoten naer Oost ofte Portugaels Indien, 1579–1592) a w 1597 “Opis wybrzeża Gwinei, Kongo, Angoli oraz przeprawy do Cabo de St. Augustus w Brazylii, charakterystyka całego Oceanu Atlantyckiego” (hol. Beschryvinghe van de gantsche custe van Guinea, Manicongo, Angola ende tegen over de Cabo de S. Augustijn in Brasilien, de eyghenschappen des gheheelen Oceanische Zees). Angielskie i niemieckie tłumaczenie pierwszej książki wydano w 1598.

## Znaczenie
Publikacja szczegółowych map oraz wskazówek nawigacyjnych odnośnie do prądów morskich, mielizn, układów wiatru, monsunów, itd. umożliwiła Holendrom i Anglikom żeglugę do Indii Wschodnich. Linschoten zasugerował również jak dotrzeć do Indii Wschodnich bez konieczności pokonywania Cieśniny Malakka, będącej pod kontrolą Portugalii. Alternatywna droga wiodła na południe od Sumatry przez Cieśninę Sundajską. 
Dzięki informacjom Linschotena Holendrzy i Anglicy przełamali portugalski monopol na handel z Indiami Wschodnimi. Pierwsza holenderska wyprawa handlowa do Indii Wschodnich, tzw. Eerste Schipvaart, wyruszyła z Amsterdamu pod dowództwem Cornelisa de Houtmana już w 1595.

## Dzieła
- Itinerario, voyage ofte schipvaert, van Ian Huygen van Linschoten naer de Oost ofte Portugaels Indien, inhoudende een corte beschrijvinghe der selver landen ende zeecusten... (Amsterdam 1595-96)
- Reys-Gheschrift van de navigatien der Portugaloysers in Orienten... (Amsterdam 1595)
- Beschrijvinge vande gantsche custe van Guinea... (Amsterdam 1596)
- Voyagie, ofte schip-vaert, van Ian Huyghen van Linschoten, van by Noorden om langes Noorvvegen de Noortcape, Laplant, Vinlant, Ruslandt, de VVite Zee, de custen van candenoes, Svvetenoes, Pitzora... (1601)

## Literatura
- Jan Huyghen Van Linschoten: The Voyage of John Huyghen van Linschoten to the East Indies. Elibron Classics, 2001. ISBN 1-4021-9507-9. (ang.). Brak numerów stron w książce Replika edycji z 1885 r. wydanej przez Hakluyt Society
- Jan Huyghen Van Linschoten: Voyage to Goa and Back, 1583–1592, with His Account of the East Indies: From Linschoten's Discourse of Voyages. New Delhi: AES, 2004. ISBN 81-206-1928-5. (ang.). Brak numerów stron w książce